# Masanao Sasaki
Masanao Sasaki, född 19 juni 1962 i Chiba prefektur, Japan, är en japansk tidigare fotbollsspelare.